# Близнак
Близнак је насеље у Србији у општини Жагубица у Браничевском округу. Према попису из 2022. било је 229 становника.

## Демографија
У насељу Близнак живи 299 пунолетних становника, а просечна старост становништва износи 43,7 година (42,7 код мушкараца и 44,7 код жена). У насељу има 115 домаћинстава, а просечан број чланова по домаћинству је 3,14.
Ово насеље је углавном насељено Србима (према попису из 2002. године), а у последња три пописа, примећен је пад у броју становника.
|  |

| Демографија | Демографија | Демографија |
| Година      | Становника  | Становника  |
| ----------- | ----------- | ----------- |
| 1948.       | 721         |             |
| 1953.       | 747         |             |
| 1961.       | 693         |             |
| 1971.       | 611         |             |
| 1981.       | 526         |             |
| 1991.       | 464         | 419         |
| 2002.       | 361         | 412         |
| 2011.       | 281         |             |

| Етнички састав према попису из 2002.‍ | Етнички састав према попису из 2002.‍ | Етнички састав према попису из 2002.‍ | Етнички састав према попису из 2002.‍ | Етнички састав према попису из 2002.‍ |
| ------------------------------------ | ------------------------------------ | ------------------------------------ | ------------------------------------ | ------------------------------------ |
|                                      |                                      |                                      |                                      |                                      |
| Срби                                 | Срби                                 |                                      | 324                                  | 89,75%                               |
| Власи                                | Власи                                |                                      | 34                                   | 9,41%                                |
| Словенци                             | Словенци                             |                                      | 1                                    | 0,27%                                |
| Румуни                               | Румуни                               |                                      | 1                                    | 0,27%                                |
| непознато                            | непознато                            |                                      | 1                                    | 0,27%                                |

| Година пописа     | 1948. | 1953. | 1961. | 1971. | 1981. | 1991. | 2002. |
| ----------------- | ----- | ----- | ----- | ----- | ----- | ----- | ----- |
| Број домаћинстава | 140   | 150   | 154   | 155   | 139   | 131   | 115   |

| Број чланова      | 1  | 2  | 3  | 4  | 5  | 6  | 7 | 8 | 9 | 10 и више | Просек |
| ----------------- | -- | -- | -- | -- | -- | -- | - | - | - | --------- | ------ |
| Број домаћинстава | 19 | 36 | 18 | 14 | 13 | 11 | 3 | 1 | 0 | 0         | 3,14   |

| Пол    | Укупно | Неожењен/Неудата | Ожењен/Удата | Удовац/Удовица | Разведен/Разведена | Непознато |
| ------ | ------ | ---------------- | ------------ | -------------- | ------------------ | --------- |
| Мушки  | 155    | 37               | 107          | 8              | 3                  | 0         |
| Женски | 155    | 22               | 111          | 18             | 3                  | 1         |
| УКУПНО | 310    | 59               | 218          | 26             | 6                  | 1         |

| Пол    | Укупно                    | Пољопривреда, лов и шумарство | Рибарство                            | Вађење руде и камена | Прерађивачка индустрија       |
| ------ | ------------------------- | ----------------------------- | ------------------------------------ | -------------------- | ----------------------------- |
| Мушки  | 81                        | 32                            | 0                                    | 41                   | 0                             |
| Женски | 60                        | 52                            | 0                                    | 0                    | 0                             |
| УКУПНО | 141                       | 84                            | 0                                    | 41                   | 0                             |
| Пол    | Производња и снабдевање   | Грађевинарство                | Трговина                             | Хотели и ресторани   | Саобраћај, складиштење и везе |
| Мушки  | 0                         | 0                             | 2                                    | 0                    | 0                             |
| Женски | 0                         | 0                             | 0                                    | 0                    | 0                             |
| УКУПНО | 0                         | 0                             | 2                                    | 0                    | 0                             |
| Пол    | Финансијско посредовање   | Некретнине                    | Државна управа и одбрана             | Образовање           | Здравствени и социјални рад   |
| Мушки  | 0                         | 1                             | 1                                    | 2                    | 0                             |
| Женски | 0                         | 0                             | 0                                    | 0                    | 1                             |
| УКУПНО | 0                         | 1                             | 1                                    | 2                    | 1                             |
| Пол    | Остале услужне активности | Приватна домаћинства          | Екстериторијалне организације и тела | Непознато            | Непознато                     |
| Мушки  | 1                         | 0                             | 0                                    | 1                    | 1                             |
| Женски | 0                         | 0                             | 0                                    | 7                    | 7                             |
| УКУПНО | 1                         | 0                             | 0                                    | 8                    | 8                             |